# استعراض الراية

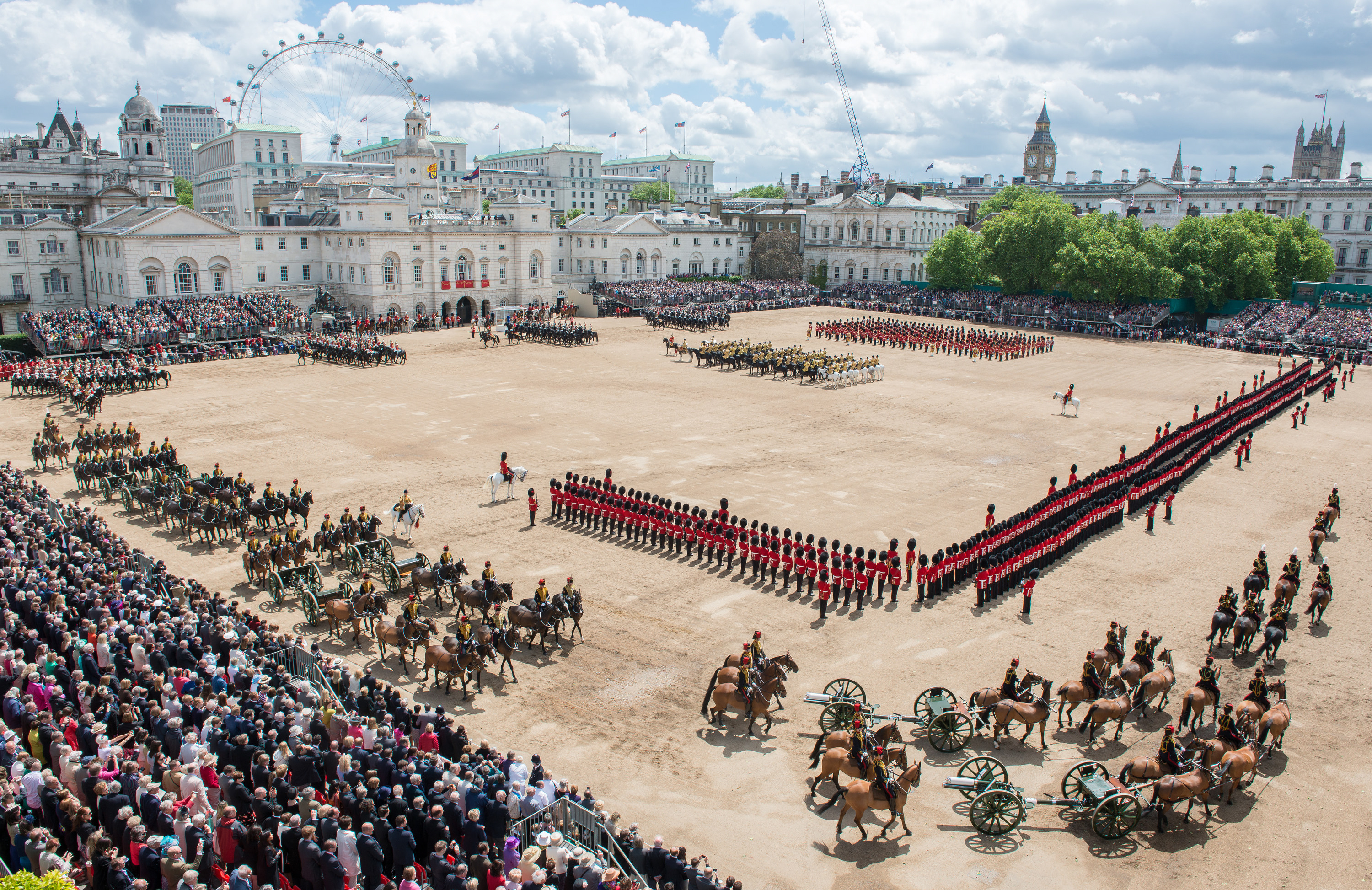
Trooping the Colour ، لندن ، يونيو 2013

استعراض الراية Trooping the Colour هو احتفال يتم إجراؤه كل عام في لندن بالمملكة المتحدة، من قبل أفواج الجيش البريطاني. تقام أحداث مماثلة في دول الكومنولث الأخرى. كان استعراض الراية تقليدًا لأفواج المشاة البريطانية منذ القرن السابع عشر، ومنذ عام 1748 احتفل بعيد الميلاد الرسمي للحاكم البريطاني،  على الرغم من أن جذوره تعود إلى ما قبل ذلك بكثير.
في كل عام يتم اختيار أحد أفواج حراس المشاة الخمسة التابعة للقسم المنزلي لحمل العلم بألوانه من ضمن رتب الحراس. تم استخدام العلم بألوانه مرة واحدة في ساحة المعركة كنقطة تجمع. خلال الحفل، تسافر الملكة عبر المركز التجاري من قصر باكنغهام إلى هورس جاردز باريد في موكب ملكي مع مرافقة صاحب السيادة من سلاح الفرسان المنزلي (الجنود على الخيول أو حرس الخيول). بعد تلقي التحية الملكية، تقوم بتفقد قواتها في قسم الأسرة وقوات الملك ومدفعية الحصان الملكي.
بعد ذلك، يقوم مجلس الشعبة المنزلية بأكملها بإجراء مسيرة أمام الملكة. من خلال عرض بنادقها يكون لقوات الملك الأسبقية حيث كانت قوات الخيالة تؤدي مسيرة مشي وهرولة في الماضي. ويتم توفير الموسيقى من قبل فرق حرس المشاة وفرقة الخيالة المحملة جنبًا إلى جنب مع فيلق من الطبول، وأحيانًا مزامير يبلغ مجموعها حوالي 400 موسيقي.
بالعودة إلى قصر باكنغهام، تشاهد الملكة مسيرة أخرى من خارج البوابات. بعد تحية 41 بندقية من قبل الوحدة العسكرية الملكية في Green Park ، تظهرت العائلة المالكة على شرفة القصر من أجل استعراض تحليق جوي للقوات الجوية الملكية. 

## عيد الميلاد الرسمي للملكة

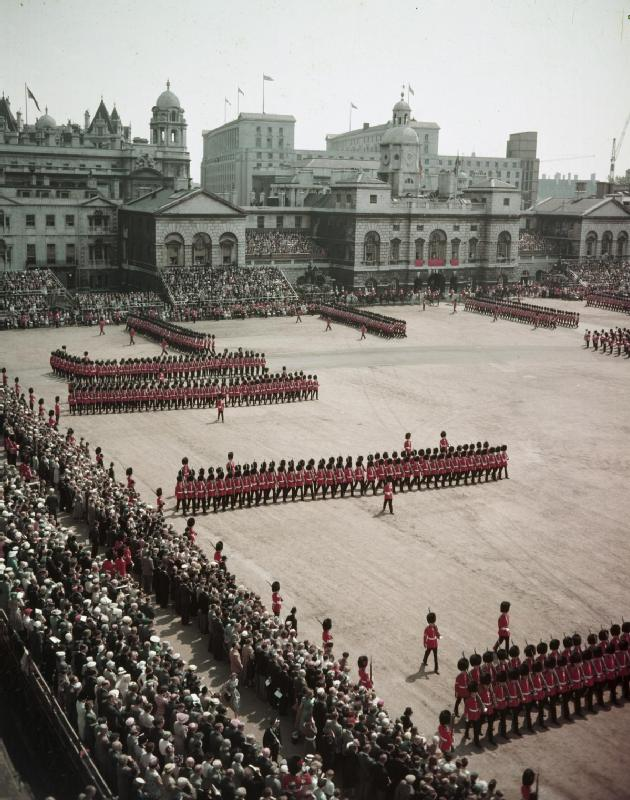
قوات احتفال العلم عام 1956

### موكب عيد ميلاد الملكة
في المملكة المتحدة يُعرف استعراض الراية Trooping the Colour أو حرفيا أستعراض اللون أيضًا باسم موكب عيد ميلاد الملكة. تم إجراء العرض لأول مرة في عهد الملك تشارلز الثاني (1660–1685). وفي عام 1748 تقرر أن يكون موكب «قوات الراية» الاحتفال بعيد الميلاد الرسمي للملك. في عام 1760، بعد تولي الملك جورج الثالث، أصبح حدثًا سنويًا.

### «عيد الميلاد الرسمي» للملك
كان إدوارد السابع هو الذي نقل استعراض الراية إلى تاريخه في يونيو، بسبب تقلبات الطقس البريطاني (عيد ميلاده الفعلي في نوفمبر). يقام سنويًا في يوم السبت الثاني من شهر يونيو، بالتزامن مع نشر قائمة تكريم أعياد الميلاد. وعادةً ما يُقام في هورس جاردز باريد بجوار سانت جيمس بارك، لندن. ويتبع ذلك إطلاق 41 طلقة تحية ظهرًا في جرين بارك،   وطيران فوق قصر باكنغهام، تشاهده العائلة المالكة من شرفة القصر. 
منذ عام 1959 تم عقده يوم السبت في يونيو.  من عام 1979 إلى عام 2017، كان يُقام دائمًا يوم السبت بين 11 و 17 يونيو؛ ومع ذلك، تم عقده في عام 2018 في 9 يونيو وفي 2019 في 8 يونيو.  خلال عامي 2020 و 2021، أقيم حفل معدل في قلعة وندسور بسبب وباء كوفيد-19.  
في عام 2022 أقيمت استعراض الراية يوم الخميس، يوم 2 يونيو الذي يوافق ذكرى تتويج الملكة في 2 يونيو 1953. 

### الإذاعة
العرض يشاهده جمهور تلفزيوني عالمي يصل إلى عدة ملايين. على مر السنين، قدم هو إدواردز وأيضًا «كلير بالدينغ» تعليقات على البث المباشر السنوي في المملكة المتحدة من قبل BBC1 ، جنبًا إلى جنب مع ضيوف خبراء ومقابلات مع بعض الموظفين المعنيين. أصبح البث المباشر لـ BBC متاحًا للجمهور الدولي عبر البث المباشر على بريت بوكس في كل من الولايات المتحدة وكندا. تقوم BBC أيضًا ببثها مباشرة على يوتيوب بدءًا من إذاعته في عام 2019.
بالنسبة لليوبيل البلاتيني في عام 2022، قدمت سكاي نيوز المملكة المتحدة وقنوات يوتيوب التابعة لصحيفة تلغراف تعليقًا إضافيًا بالفيديو المباشر عن العرض للمشاهدين الدوليين.

#### مشاركة الملكة

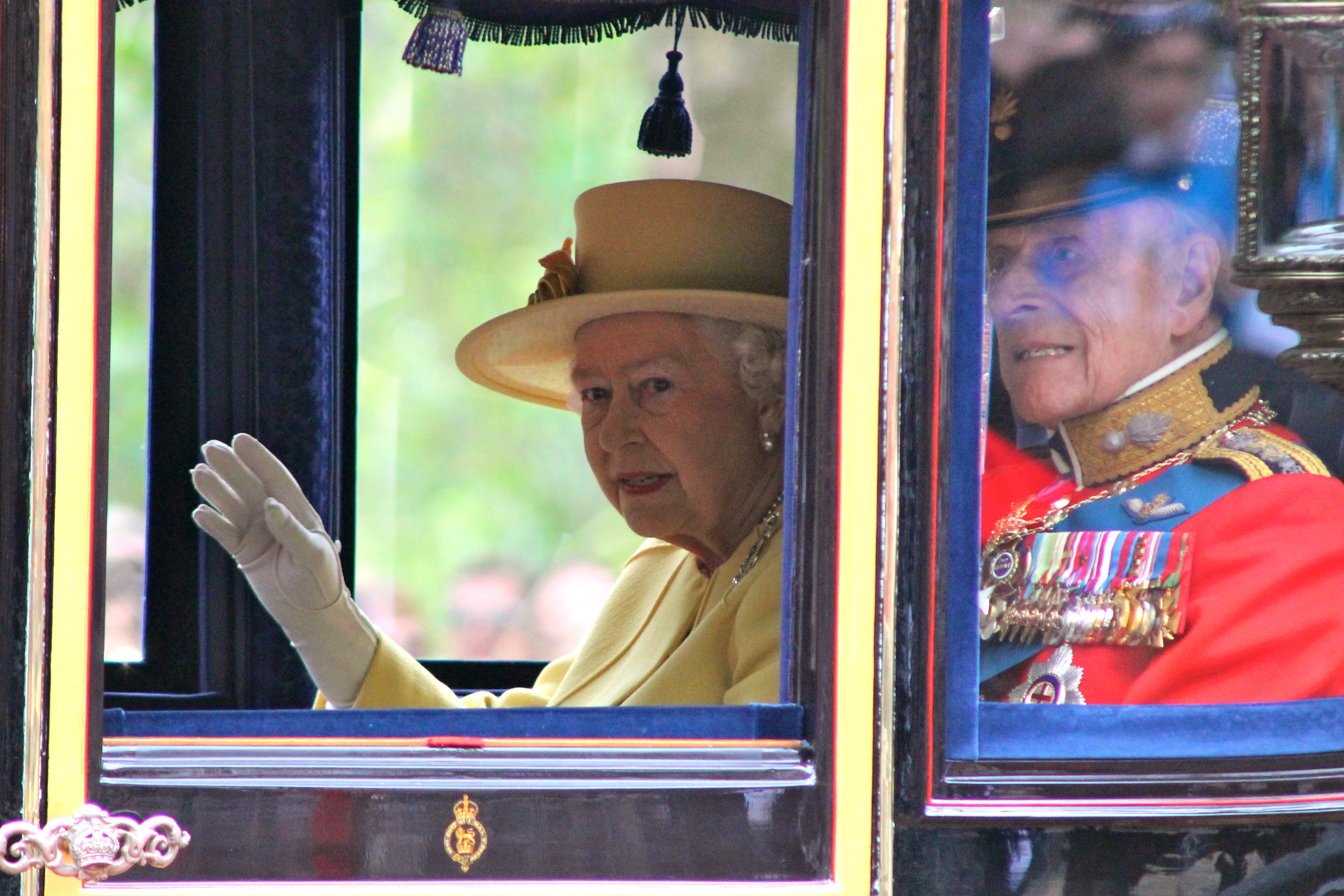
الملكة مع دوق إدنبرة في استعراض الراية، يونيو 2012.

حضرت الملكة فرقة استعراض العلم في كل عام من سنوات حكمها، باستثناء عام 1955 عندما تم إلغاء الحدث بسبب إضراب وطني لعمال السكك الحديدية. كانت الملكة في السابق تركب حصانًا وكانت تركب عربة منذ عام 1987. في 13 يونيو 1981، فوجئت بهياج حصانها الذي تركبه بسبب شاب عاطل يدعى ماركوس سارجينت، الذي أطلق ست طلقات فارغة من مسدس انطلاق. في السنوات التي قضتها على ظهور الخيل، ارتدت جلالة الملكة، بصفتها عقيدًا، زيًا رسميًا لفوج الحرس والبيريتا مع الميداليات التي حصلت عليها قبل أن تصبح ملكة (وسام تاج الهند؛ وسام الدفاع؛ وسام الحرب 1939-1945 ؛ وسام اليوبيل الفضي للملك جورج الخامس؛ وسام التتويج للملك جورج السادس؛ ووسام القوات الكندية) ووسام ونجم وسام الرباط، أو وسام الشوك أو مزيج من هذه الأوامر، اعتمادًا على الفوج الذي كان يحرس لونه. منذ عام 1987 وهي لا ترتدي الزي الرسمي لكنها ترتدي شارة لواء الحرس.
تميز عيد ميلادها الثمانين في عام 2006 بإطلاق 40 طائرة للاحتفال بالرحلة التذكارية لمعركة بريطانيا في الحرب العالمية الثانية وتأتي السهام الحمراء في خاتمه. تبع ذلك إطلاق أول feu de joie («نيران الفرح») في حضورها خلال فترة حكمها، وتم إطلاق النار الثانية في احتفالاتها باليوبيل الماسي في عام 2012. في عام 2008 احتفل سرب طائرات مكون من 55 طائرة بالذكرى التسعين لتأسيس سلاح الجو الملكي البريطاني.

## المشاركون وملخص العرض

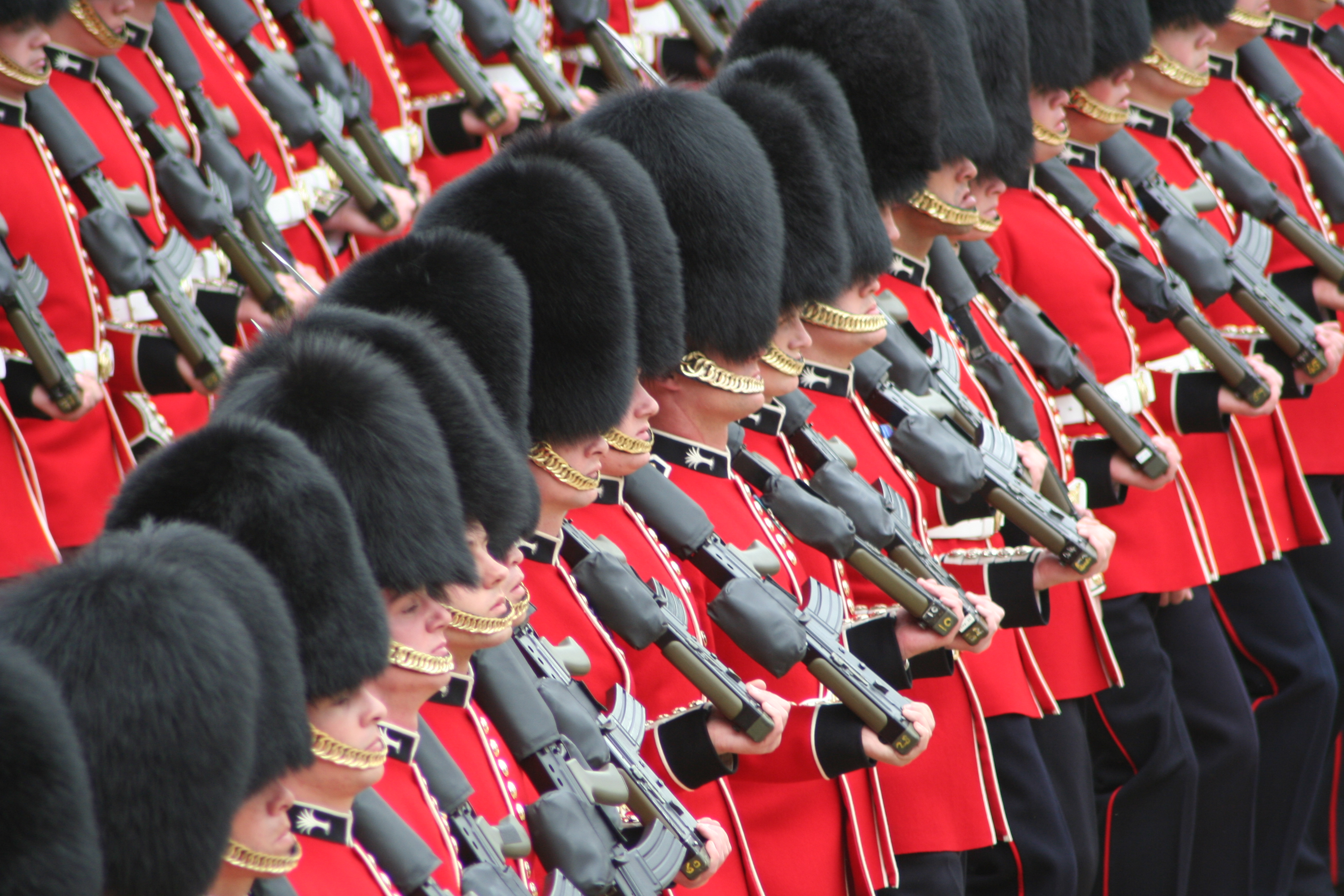
شركة ويلش غارد ، يمكن التعرف عليها من قبل الكراث على أطواقهم والتجمعات المكونة من خمسة أزرار على ستراتهم ، مما يدل على وضعهم كأصغر عدد من أفواج حرس المشاة الخمسة.

في يوم استعراض الراية يتم نقل الكابينة الملكية بالطائرة من قصر باكنغهام ومن مبنى هورس جاردز.

### ملاحظة على المصادر
المعلومات الخاصة بالقسم التالي مأخوذة من المرئيات والموسيقى، بالإضافة إلى التعليق والتحليل السنويين على البث المباشر لهيئة الإذاعة البريطانية بالإضافة إلى البرنامج السنوي للحدث.

### حرس المشاة واستعراض العلم (الحرس رقم 1)
الأعداد 1-6 من الحراس - ست سرايا من حرس المشاة، كل منها تتكون من 3 ضباط و 71 رتبة أخرى  - تصطف على جانبي محيط موكب هورس جاردز في شكل حرف "L" ممتدا. وهذا يذكرنا بالتشكيل الدفاعي المعروف باسم «المربع المجوف».
يتم قيادة جميع المشركين الست بشكل جماعي كـ «حراس...» وبشكل فردي برقم المشارك؛ على سبيل المثال «حارس رقم 3. . .» يشارك فيه ما يصل إلى ثمانية حراس، وعددهم متفاوت على مر السنين.
الكتيبة التي يتم حشد رايتها في أي عام هي الحارس رقم 1. أثناء العرض، يشار إليهم باسم «مرافقة اللون» (وبمجرد أن يجمعوا أعلامهم خلال الحفل، باسم «مرافقة اللون»). في البداية، كان اللون ممسوكًا من قبل حزب اللون - رقيب ملون واثنان آخران من الحراس رقم 1 الحرس، يقفون على مسافة قصيرة على الجانب الشمالي من هورس جاردز باريد. بمجرد الحصول عليها من قبل الرقيب الرائد في الحرس رقم 1، يتم حمل اللون (الرا ية) من الرتب من 2 إلى 6 حراس بواسطة الراية رقم 1 الحرس.

### القوات المُركبة والمرافقة السيادية

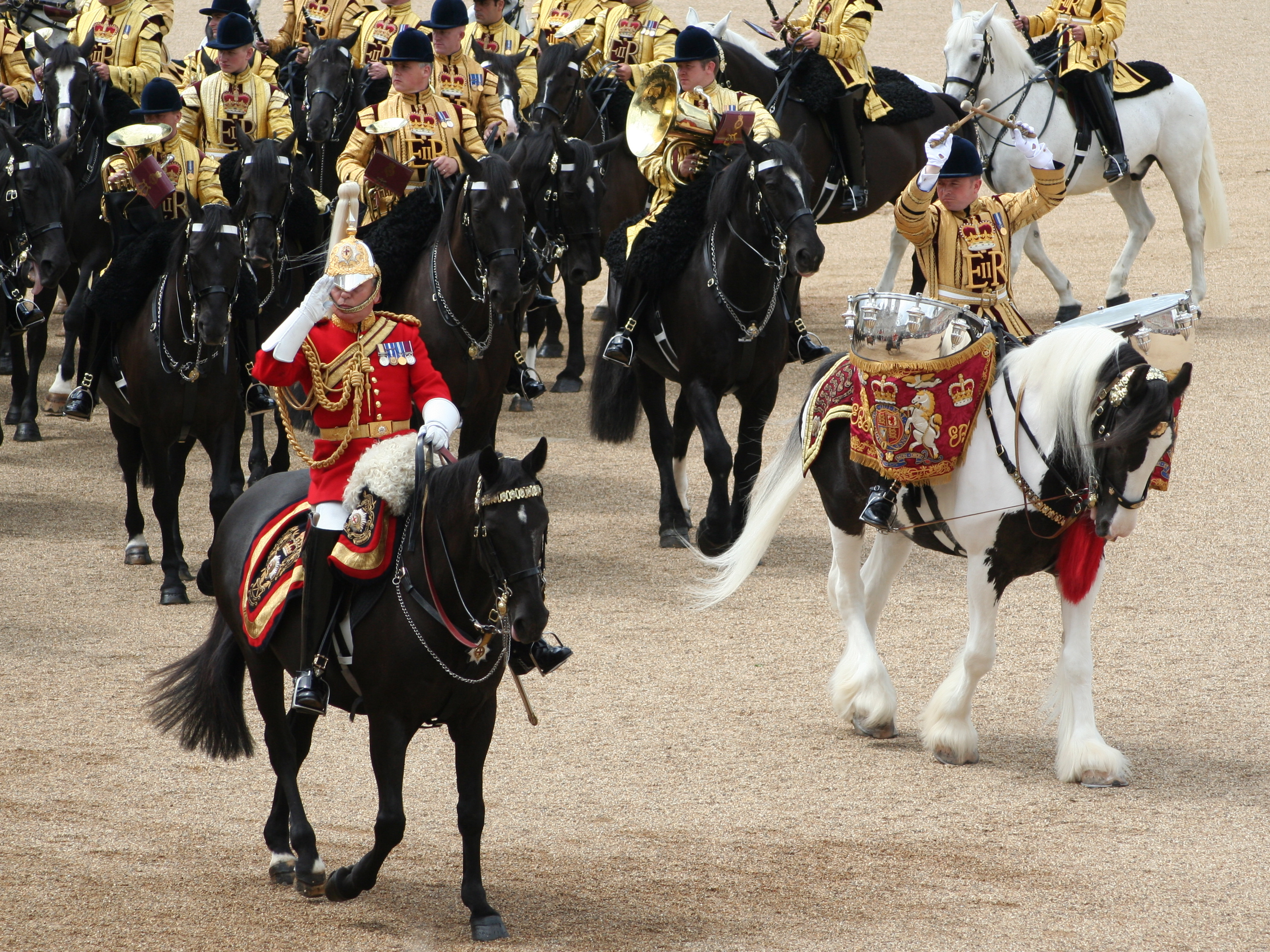
راكبي الخيول في استعراض الراية

تصطف على حافة حديقة سانت جيمس بارك فوج الخيالة المنزلي - حراس الملكة والزرق والعائلة المالكة - بالإضافة إلى قوات الملك ومدفعية الحصان الملكي.
في الموكب الملكي يُطلق على سلاح الفرسان المنزلي اسم «مرافقة الملك». تركب فرقتان أمام عربة الملكة واثنان خلفها، ويتبادل حراس الملكة حياة والبلوز وأهل القصر هذه المناصب كل عام.

### الضباط وتنسيق العرض
ثلاثة ضباط راكبين تم اختيارهم من الحرس رقم 1 أعطوا أوامر تدريب أثناء العرض. الأقدم هو الضابط الميداني في انتظار اللواء (رتبة مقدم)، يساعده قائد العرض. يشغل الموظف الميداني موقعًا مركزيًا في ساحة العرض. الضابط الثالث هو القائد.

### الموسيقى العسكرية

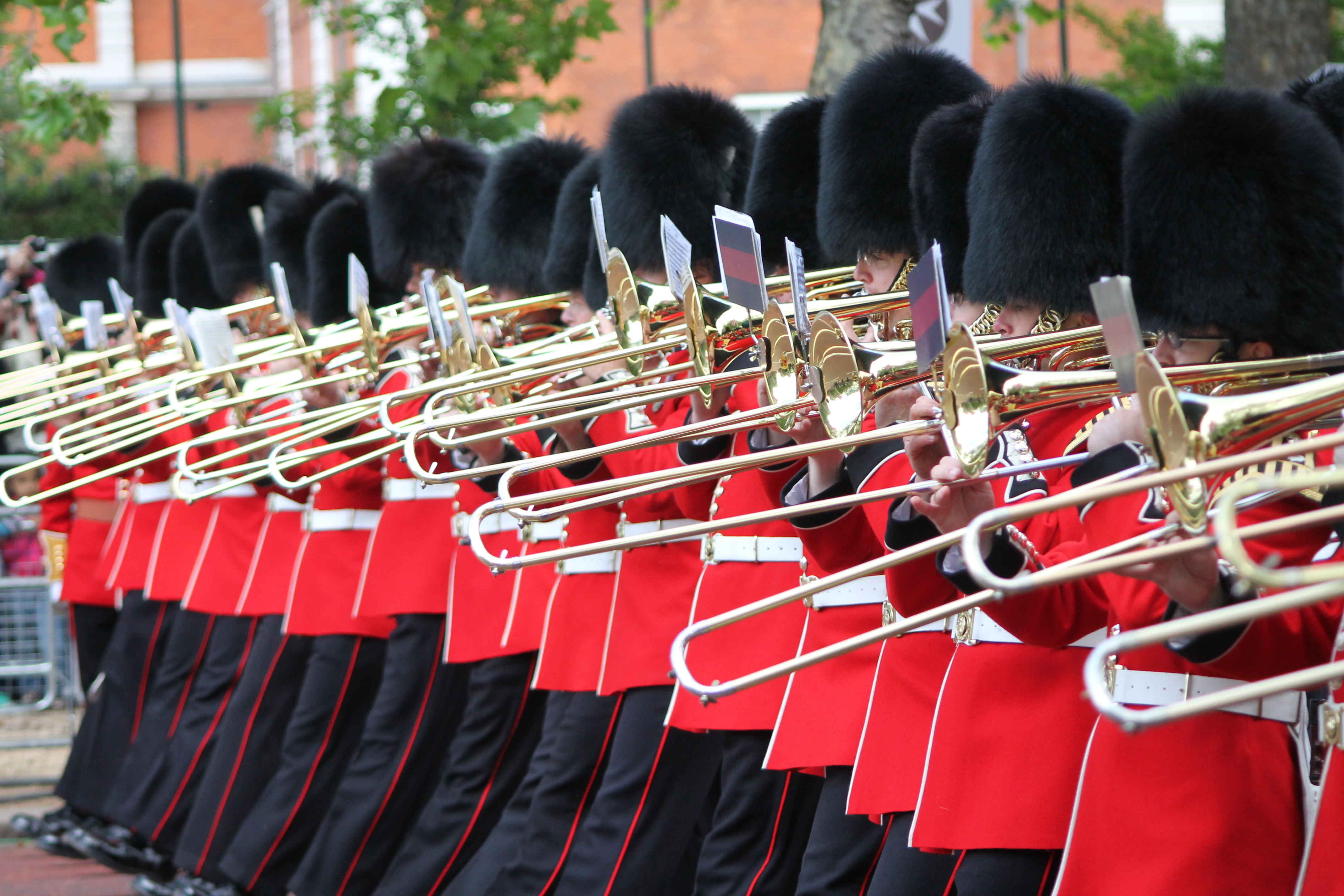
موسيقيو فوت جارد يسيرون على طول المول ، يونيو 2012.

مع وجود ما يقرب من 400 موسيقي في الميدان، بقيادة Massed Bands of the Household Division ، تشكل الموسيقى جزءًا لا يتجزأ من اليوم. يبلغ عدد الفرق الموسيقية المتجمعة في فوت جاردز أكثر من 200 موسيقي. انضم إليهم منذ عام 2014 فرقة الخيالة في سلاح الفرسان المنزلي. جميع الموسيقيين من كل هذه الفرق هم أعضاء في الفرقة الملكية لموسيقى الجيش. هناك أيضًا فيلق طبول من العديد من الأفواج، وفي بعض المناسبات، فرق موسيقى الأنابيب للحرس الأسكتلندي والحرس الأيرلندي.

### ملخص تصميم العرض
من الأفضل فهم العرض بأكمله على أنه تمرين لعدة عناصر يتم إجراؤها في وقت مسيرة بطيئة وسريعة، حيث تشكل مرحلة استعراض الراية محورها.
- تتفقد الملكة أولاً حرس القدم ثم سلاح الفرسان وقوات الملك، لموسيقى المسيرة البطيئة والسريعة على التوالي.
- ثم حشدت مجموعات «القوات» أمام الملكة في وقت بطيء وسريع. عازف الطبال الوحيد ينفصل.
- إشارات نداء ضارب الطبال الحارس رقم 1 - مرافقة اللون - للسير إلى وسط الميدان والحصول على لونها من تشكيل حاملي الراية. تقوم القوات المحتشدة بتنفيذ مناورة «عجلة الدوران».
- بصفته «مرافق اللون»، يقوم الحارس رقم 1 بتدوير لون الفوج ببطء عبر صفوف الحرس رقم 6-2.
- بعد تشكيل الفرق، يمر الحرس رقم 1-6 أمام الملكة بسرعة بطيئه ثم سريعة.
- إلى الموسيقى من الفرقة الخيالة، يقود King's Troop سلاح الفرسان المنزلي إلى ما بعد الملكة، أولاً في مسيرة المشي ثم في الهرولة (أي السرعة البطيئة والسريعة للخيول). ثم توجه الفرقة الخيالة التحية إلى الملكة أثناء مغادرتهم.
- أخيرًا، بقيادة مرافقة الملكة تلعب الكتائب المحتشدة دور الملكة في قصر باكنغهام، تبعهم حراس المشاة.

## أوامر احتفالية وتحركات القوات
يتم الإشراف على العرض بأكمله من قبل الضابط الميداني في لواء انتظار (أحيانًا يتم اختصاره إلى «ضابط ميداني»)، بمساعدة اللواء الرائد والمساعد، وجميعهم على ظهور الخيل، وينضم إليهم الرقيب الرائد في حامية منطقة لندن، الذي لم يُركب على متنه وينسق وقائع الحفل.

### تقدم المارش

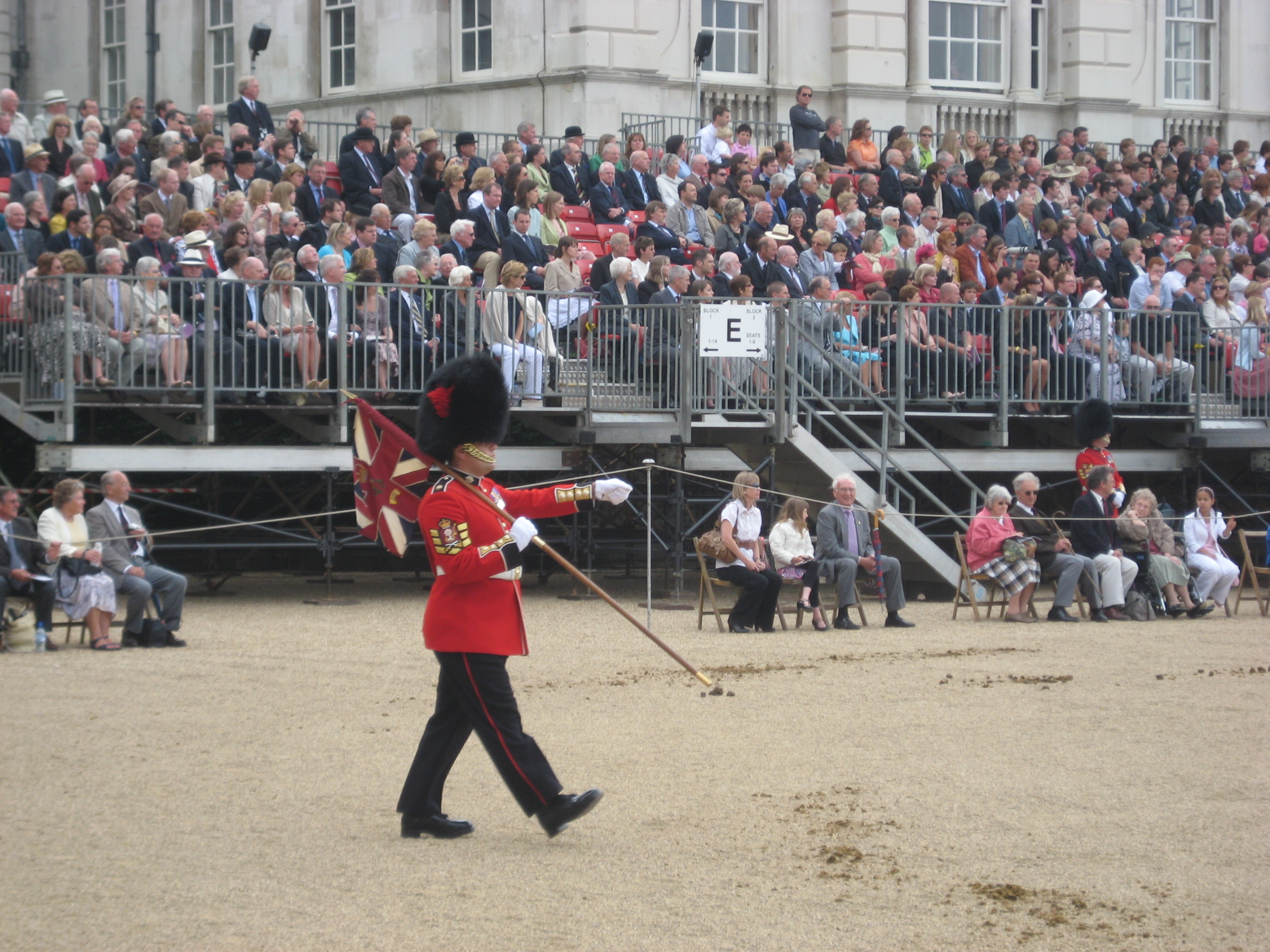
نقطة علامة اللون تسير في نهاية العرض.

وهناك مجموعة من الحراس الذين يرفعون أعلام علامات مسيرة، لتمييز مواضع الحراس رقم 1-6. (أعلام العلامات هذه هي ألوان المشاركين المعنيين من كل فوج.)
تسبقها فرقهم الفوجية، يسير الحرس رقم 1-6 إلى مواقعهم. رقم 1 الحارس هو «مرافق اللون».

### وصول الملكة

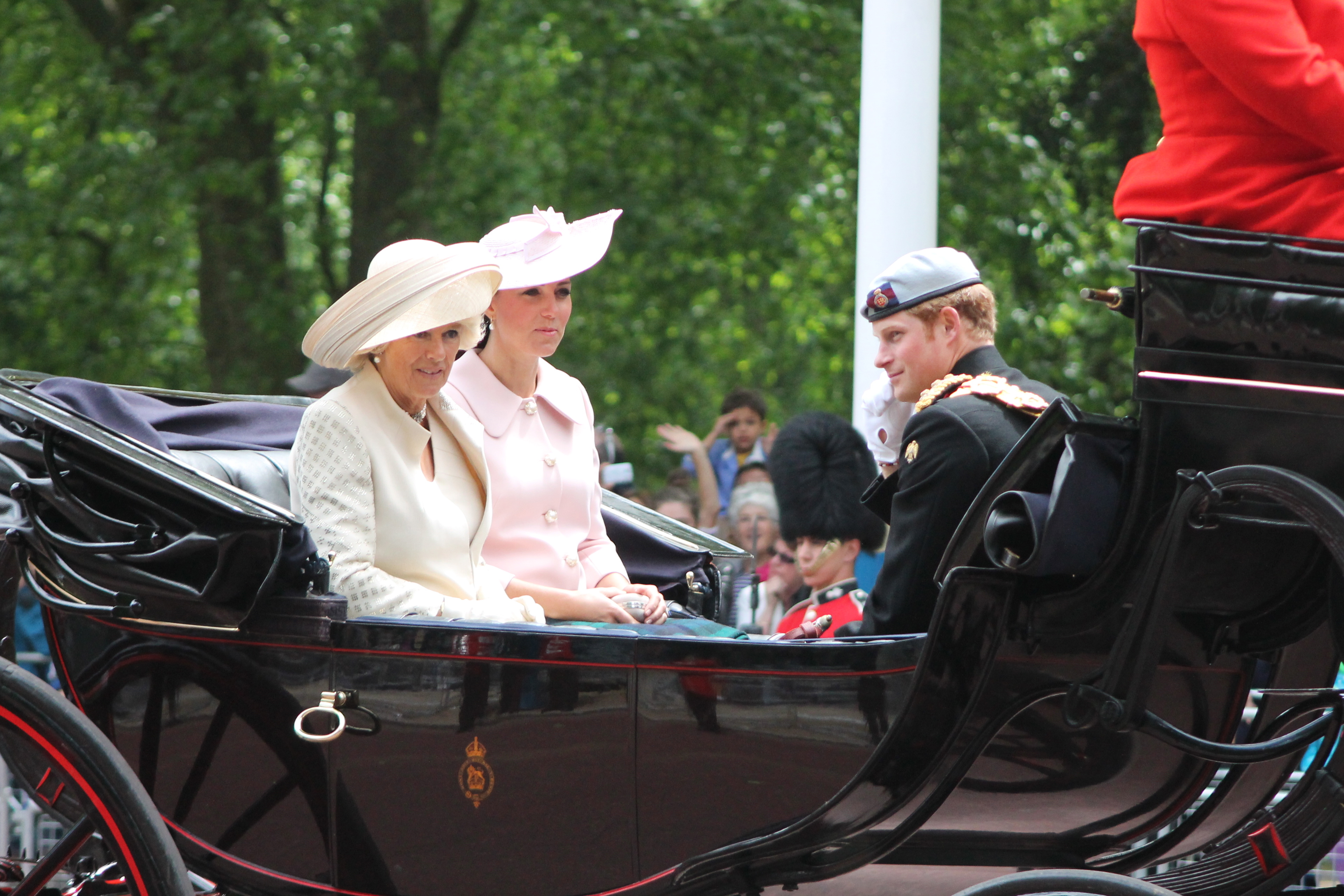
عربة تحمل دوقات كورنوال وكامبريدج والأمير هاري ، يونيو 2013.

قبل الملك - أو في حالتنا هذه قبل الملكة - يصل كبار أعضاء العائلة المالكة في البلكون لمشاهدة الحفل من نافذة الطابق الأول المركزية في مكتب دوق ويلينجتون السابق في مبنى هورس جاردز . يستدير هذا الموكب عند النصب التذكاري للحرس، ويفتح الحرس رقم 3 صفوفًا للسماح لعرباتهم بالمرور.

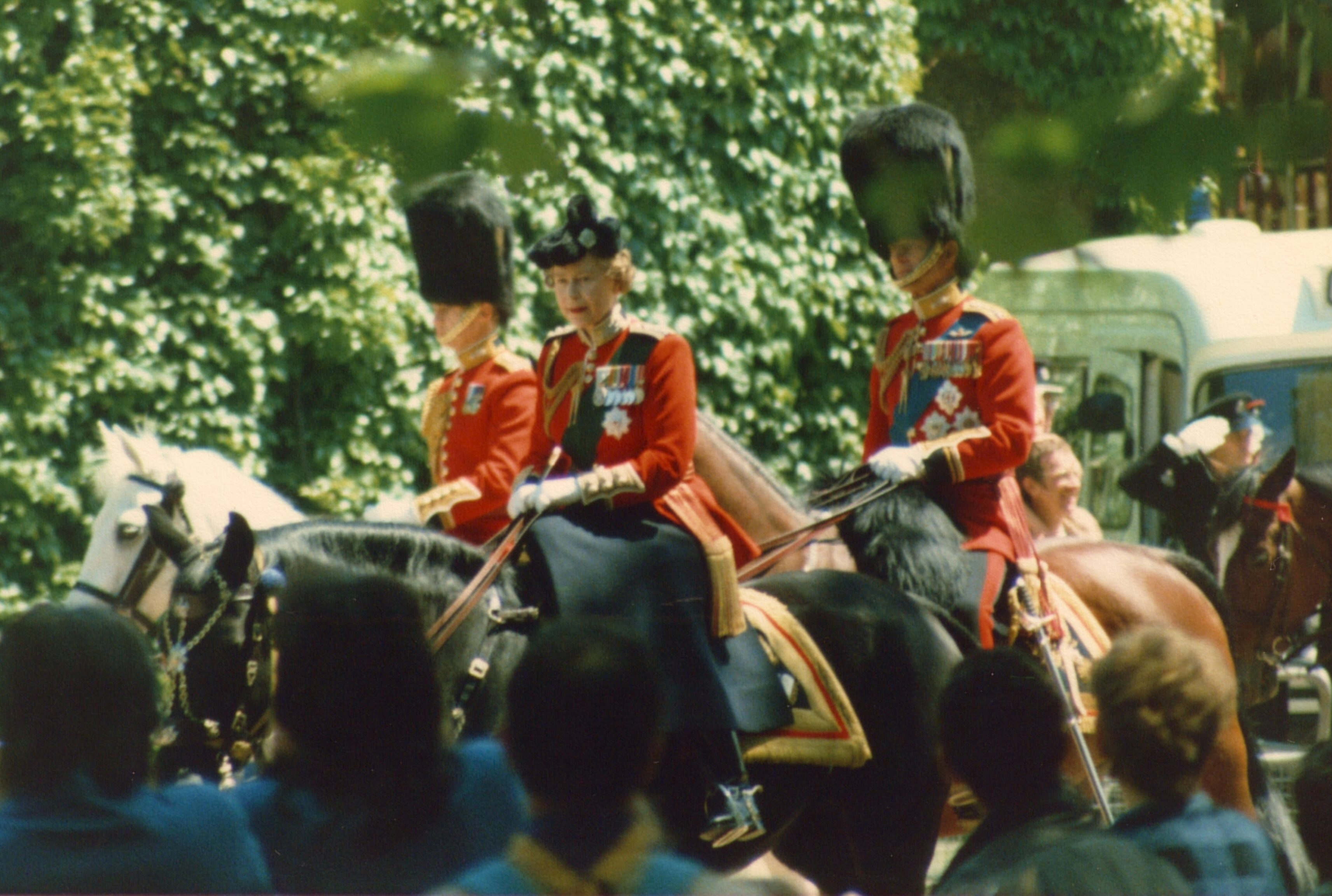
إليزابيث الثانية تتجه إلى Trooping the Colour للمرة الأخيرة في عام 1986 على حصانها البورمي. منذ ذلك الحين، سافرت في عربة من Royal Mews.

تسبق الملكة (العقيد العام) مرافقة صاحبة السمو الملكي جولات من قصر باكنغهام أسفل المركز التجاري، في عربة.  مباشرة خلف الملكة في الموكب الملكي، ركب العقيد الملكيين - أمير ويلز (الحرس الويلزي)، دوق كينت (الحرس الإسكتلندي)، الأميرة رويال (البلوز والرويالز)، دوق يورك (الحرس غرينادير)، ودوق كامبريدج (الحرس الأيرلندي) - الذين يتبعهم كولونيل غير ملكي من الأفواج (حراس كولد ستريم وحراس الحياة). يتبعه ضباط آخرون من قسم الأسرة والعائلة المالكة، جميعهم راكبين، بما في ذلك ربان الحصان، واللواء قائد قسم الأسرة مع رئيس أركانه ومساعده، وحامل الصولجان الفضي، مساعدو الفوج وعدد من فرسان الملكة. 
مع وصول العربة إلى هورس جاردز باريد، يتم تجهيز العيارات الملكية ليتم إطلاقها ونقلها جواً من سطح هورس جاردز . عندما تمر العربة من خلف اللون إلى المجند، يقوم رئيس المدرب، الذي يمسك بالسوط، بتكريمه. تنزل الملكة في قاعدة التحية لبدء الاحتفالات.
يبدأ الضابط الميداني العرض بأمر: «حراس - تحية ملكية - أسلحة حاضرة!» ويتم عزف النشيد الوطني (حفظ الله الملكة) من قبل فرق حراس القدم في قسم الأسرة، بقيادة كبير مديري الموسيقى في القسم المنزلي. في الوقت نفسه، تم إصدار المعيار الملكي رسميًا والذباب من سارية علم هورس جاردز.

### تفقد الجنود

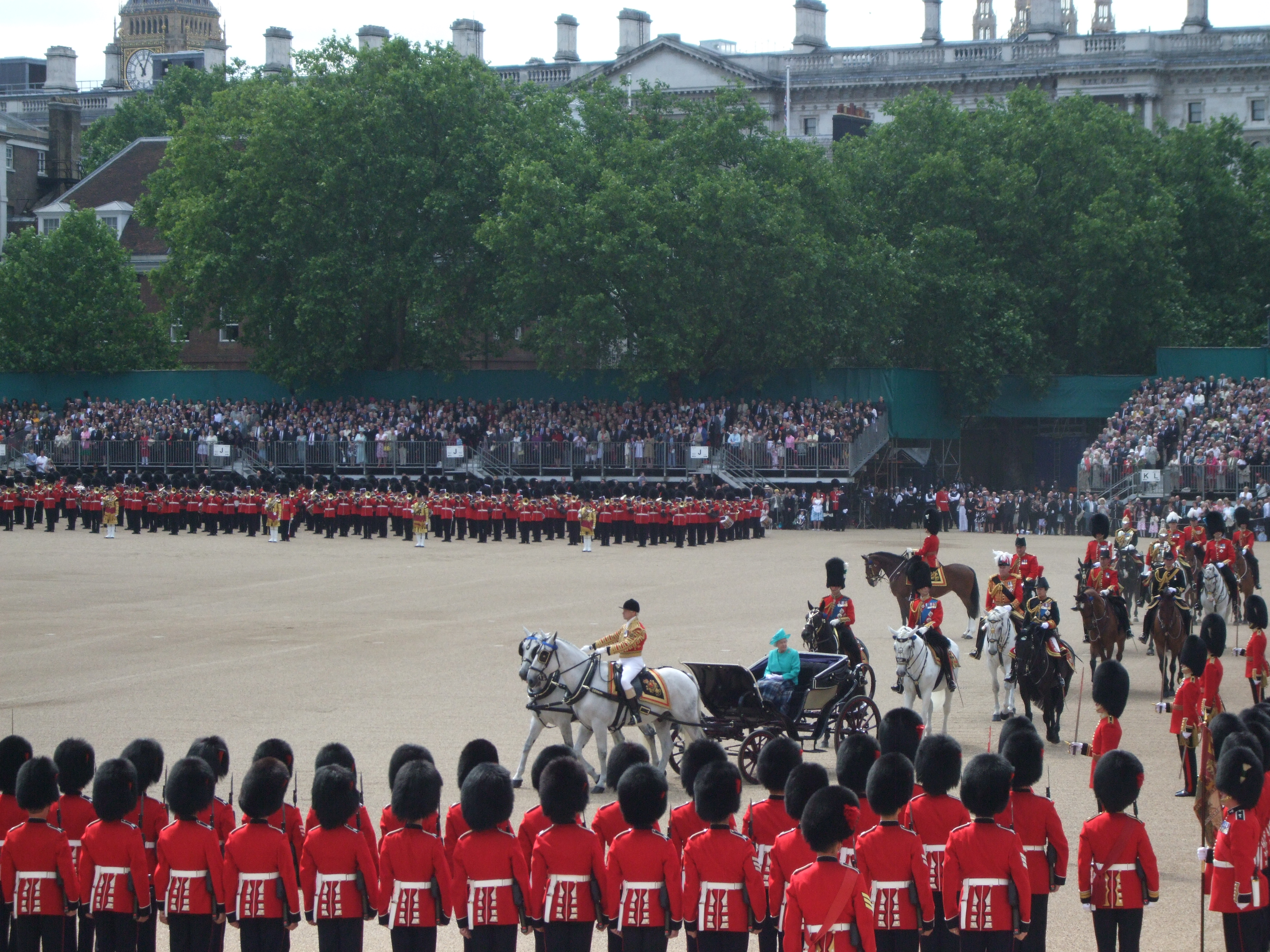
الملكة تتفقد حرس المشاة ويتبعها الكولونيل الملكي. المقدمة: ظهور الحرس رقم 6. الخلفية: حديقة 10 داونينج ستريت وحشدت الفرق الموسيقية.

تدخل الملكة من جديد في العربة ويتم قيادتها قبل وخلف الصف الطويل من الحراس المجتمعين مع تتبع الكولونيل الملكي. تؤكد تعليقات قناة بي بي سي التلفزيونية كل عام على معرفة الملكة بصفات حراسها، وتخصص «الثبات» على أنها صفة عالية القيمة بالنسبة للحارس.

### حشدت الفيالق الموسيقية

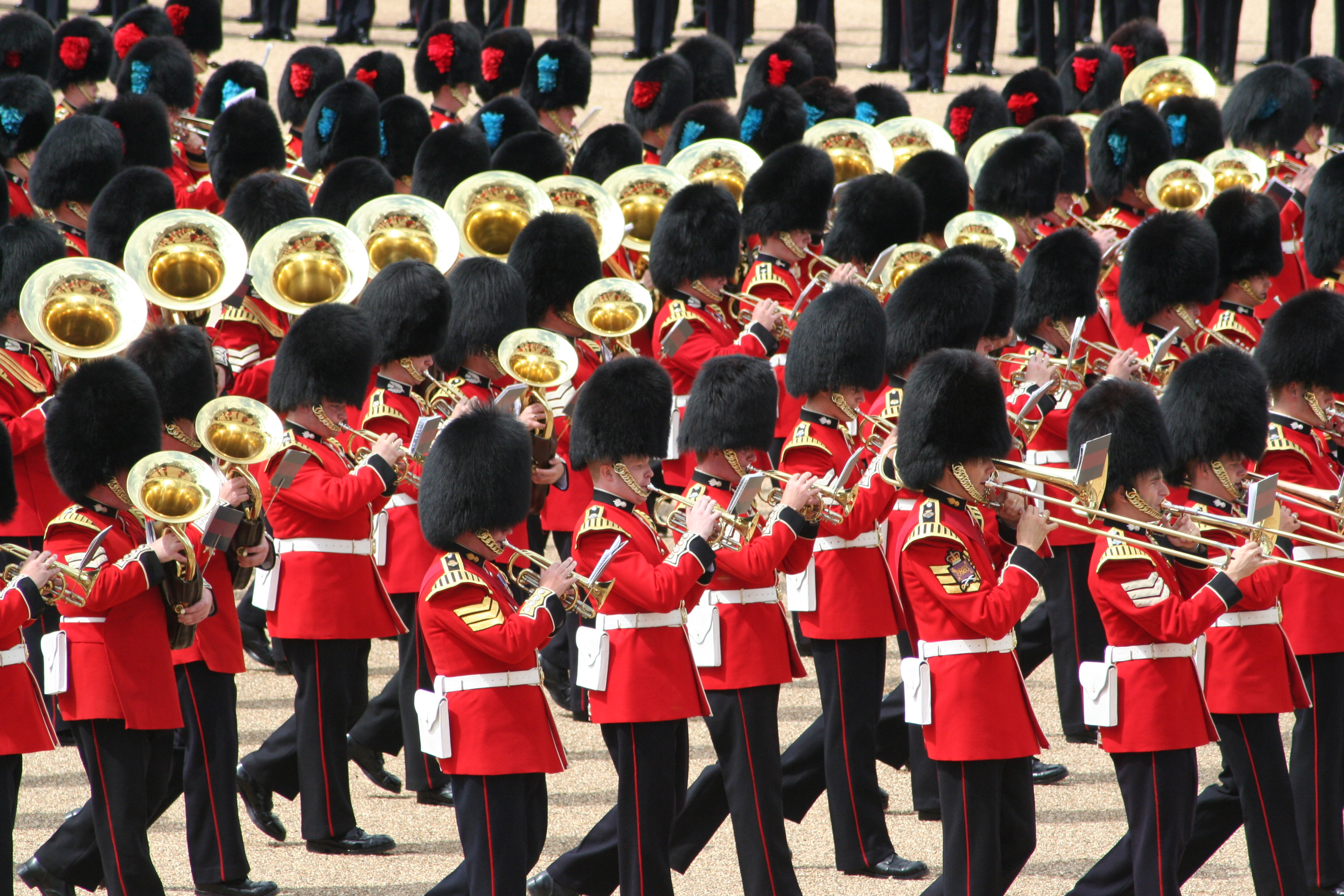
حشود الفيالق الموسيقية ، 16 يونيو 2007

مع جلوس الملكة مرة أخرى في قاعدة التحية، أمر «القوات» يتم تقديمها من قبل القائد الميداني. لا ينبغي الخلط بين هذا وبين حشد اللون نفسه، والذي يحدث لاحقًا في الحفل. تعطي ثلاث ضربات على طبلة الجهير إشارة إلى فيالق الموسيقى لبدء مسيرتهم.
بعد وقوف الحراس في حالة تأهب، يغيرون أسلحتهم. تحت قيادة الرائد كبير الطبل، تسير الكتائب الحاشدة والمسيرة المضادة على هورس جاردز باريد في سرعات بطيئة ثم سريعة. موسيقى المسيرة البطيئة هي تقليديًا موسيقى الفالس من Les Huguenots . أثناء المسيرة السريعة، يبتعد عازف الطبال الوحيد من فرقة الطبول عن الكتائب المحتشدة، ويسير بخطوتين إلى يمين الحارس الأول ليأخذ منصبه بينما الفرقة تمشي ثم تتوقف بالقرب من حفلة الراية الملونة.

### المرافق للعلم يحصل على الراية

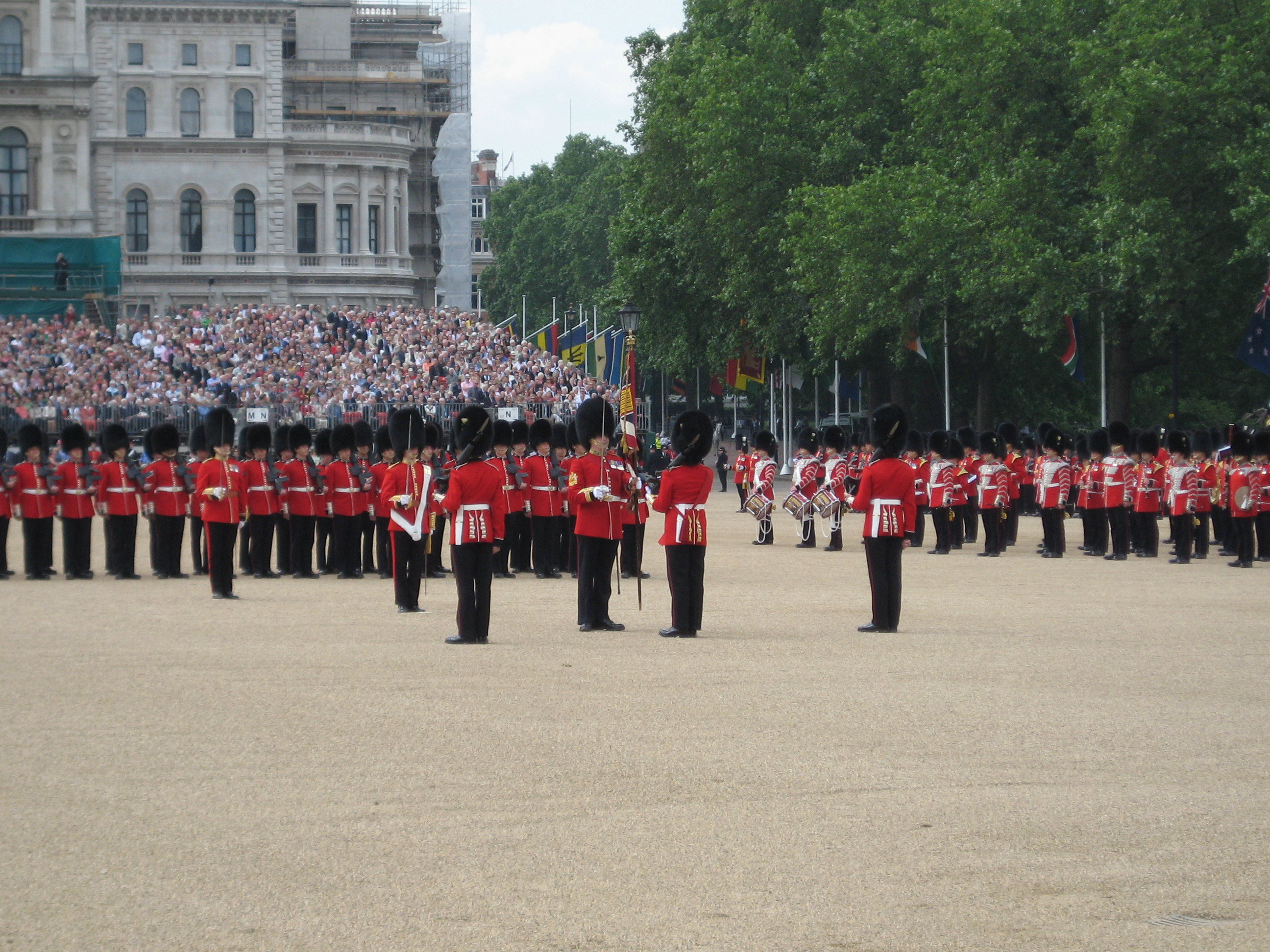
في الوسط الرقيب أول في الحرس رقم 1 ممسكًا بسيفه و الراية الملونة. خلفه ، مرتديًا حزام العلم الأبيض ، ينتظر استلام راية اللون ، ويقف أمام الحارس رقم 1. إلى اليمين ، الكتائب الحاشدة.

### يتقدم حراس المشاة بطيء ا وسريعا

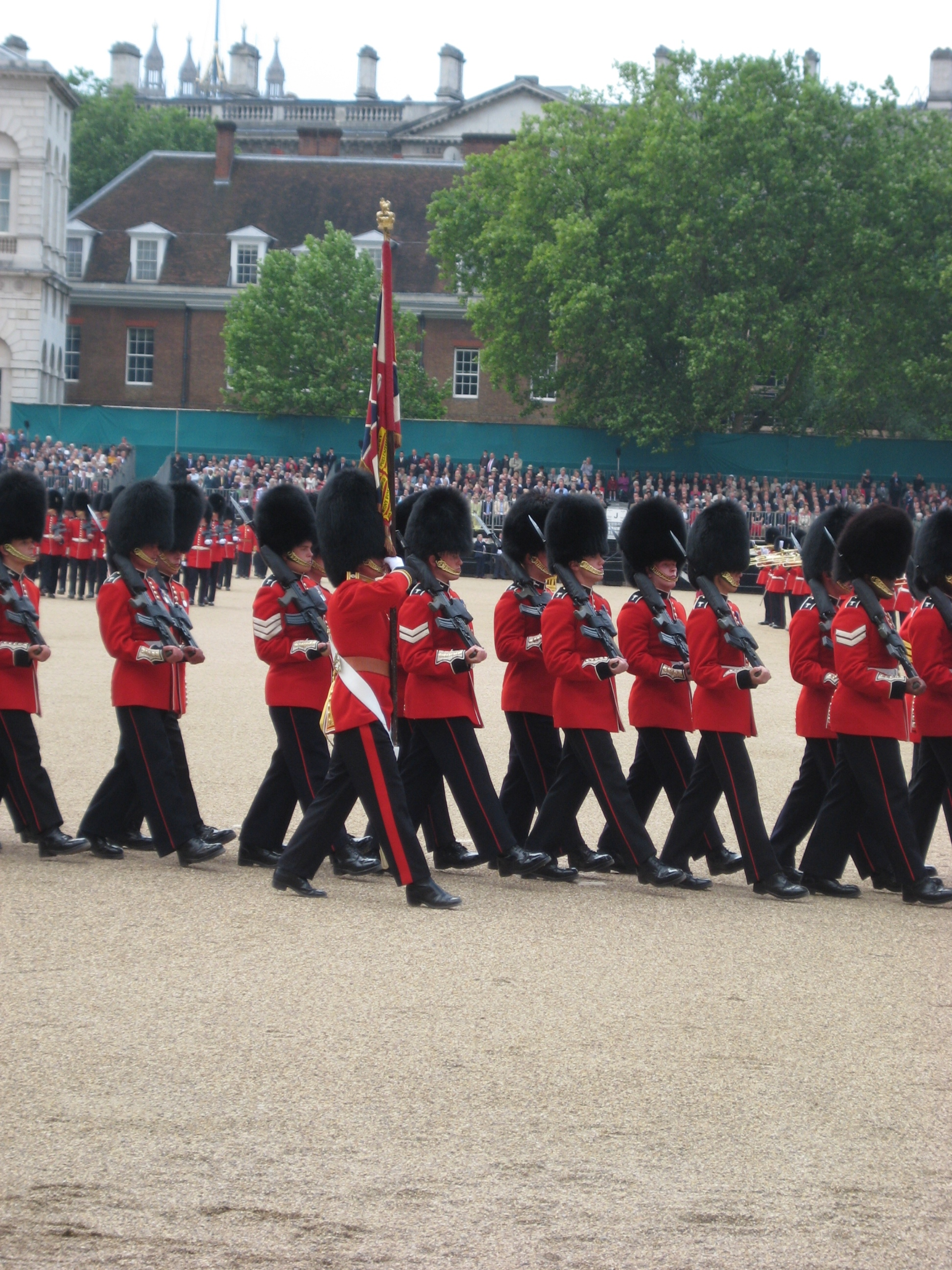
حراس المشاة يتقدمون في فيلم Slow Time في The Colonel's Review في عام 2008

رقم 1 Guard - The Escort - يقود المشاركين الست لدائرتين من استعراض راكبي الخيل ويحيي الملكة أثناء مرورها. يتم التفاوض على زوايا الحقل باستخدام مناورة النموذج الأيسر المعقدة. أوامر «تغيير الاتجاه - اليسار!» يتبعها بعد ذلك الدليل الأيسر (أو الدليل الأيمن) لكل حارس يشير إلى «سيدي الصحيح!» إلى القبطان أن المشارك وصلت إلى المنصب، عندئذ يأمر القبطان على الفور بـ «اليسار. . . نموذج!» 

#### المسيرة البطيئة
تبدأ المسيرات البطيئة المحايدة وتختتم هذا القسم بينما تسير الكتائب الجماعية إلى وسط الميدان لتأخذ أماكنها. يسبق الحراس قاعدة التحية من قبل الضابط الميداني ورائد العرض، الذين يحيون الملكة بسيوفهم وأعينهم اليمنى.

#### المسيرة السريعة
بالنسبة لهذه الدائرة، يكون اللون في الجزء الخلفي من المرافق (حارس رقم 1) محميًا بواسطة Color Party. يتم أداء مسيراتهم السريعة مع مرور كل حارس أمام الملكة بعينين صحيحيتين.  ومع ذلك، هذه مسيرة سريعة، الضباط لا يحيون بالسيوف، ولكن فقط بالعيون الموجهة بدلاً من ذلك. كما هو الحال مع الماضي البطيء، تبدأ المسيرات المحايدة وتختتم هذا القسم، وتسير مجموعة راية اللون على قاعدة التحية حيث تحيي الملكة دوق إدنبرة (خلال حياته قبل وفاته في عام 2021) والعقيد الملكي.

### تمر قوات الخيالة

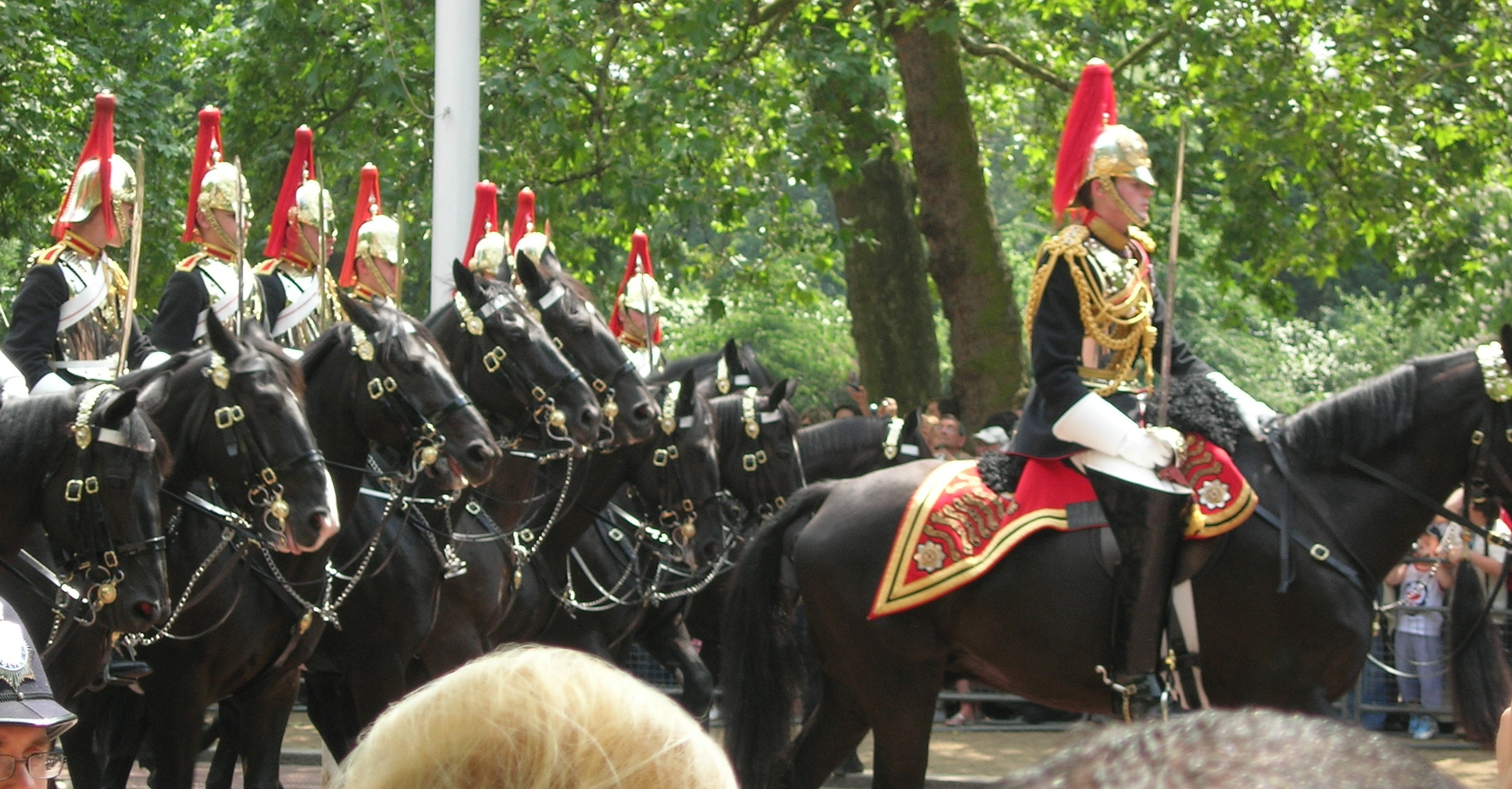
Blues and Royals ، أحد فوجي سلاح الفرسان المنزلي ، بزيّهم الأحمر المميز والأزرق الداكن.

فرقة الخيالة الوحيدة الآن في لباس الدولة، بقيادة خيول الطبل  التي تمثل الفوجين المكونين لسلاح الفرسان، ومدير الموسيقى في سلاح الفرسان المنزلي، يركبون الخيال ببطء إلى الميدان، تقليديا تعزف الموسيقى لحن "Preobrajensky".

#### مسيرة مارش
يتم إلقاء التحية مرة أخرى على الملكة، وتعيدها هي والمرافقون الملكييون إلى راية الألوان أثناء مرورها.
كانت مدفعية الحصان الملكي، التي تسير إلى «مسيرة المدفعية الملكية البطيئة» ثم «مسيرة عايدة»، هي الأولى، وتحتل الأسبقية على جميع الوحدات الأخرى عند استعراضها ببنادقها. عندما تمر قوات الملكة بقاعدة التحية تتعرف الملكة بأن البندقية الرائدة هي اللون.

### التحضير للمسيرة

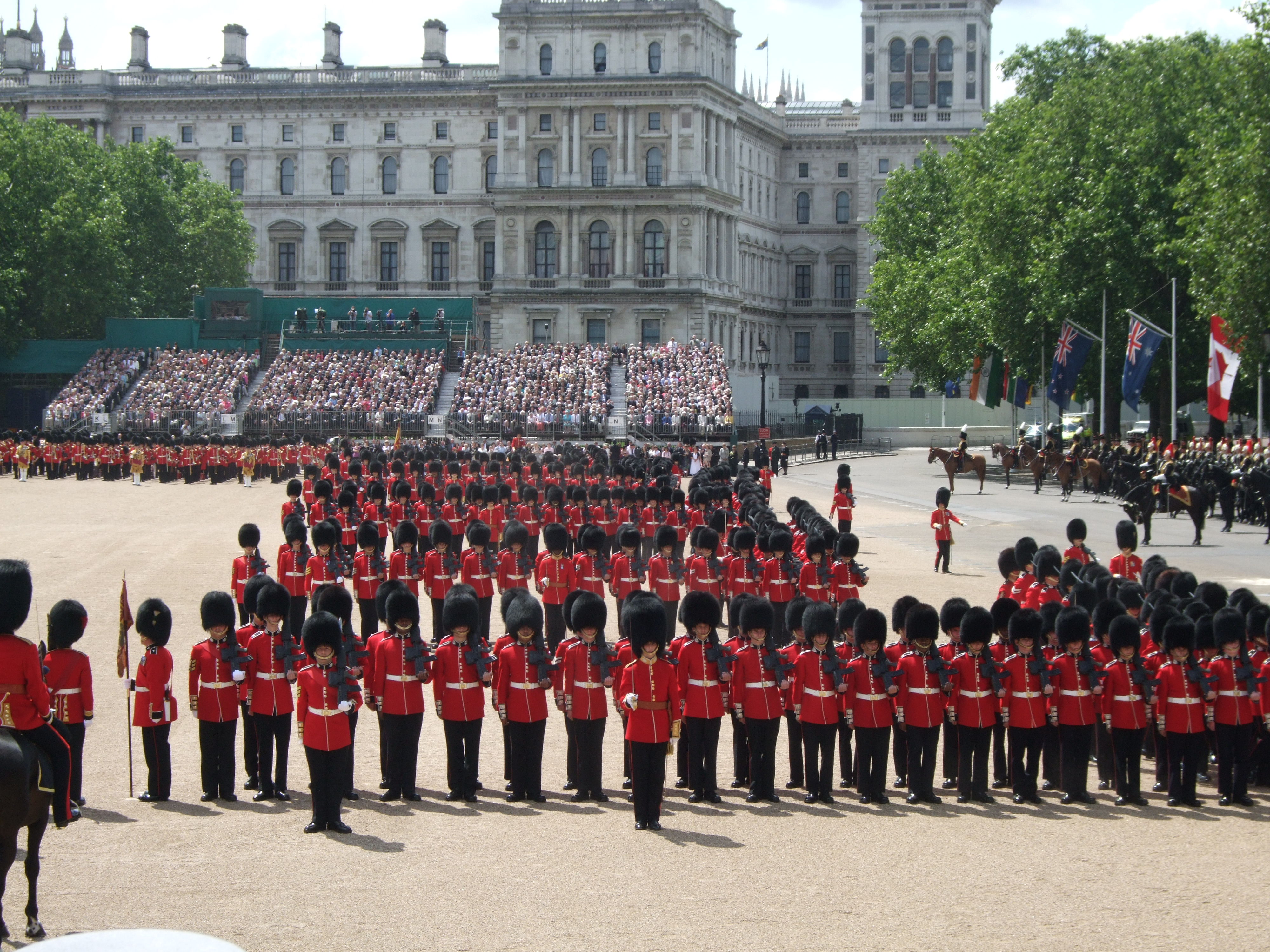
من الأمام إلى الخلف: الحرس رقم 5 ، 4 ، 3 ، 2 ، 1 في الرتب الثانية. الخلفية على اليسار: حشدت الفيالق.

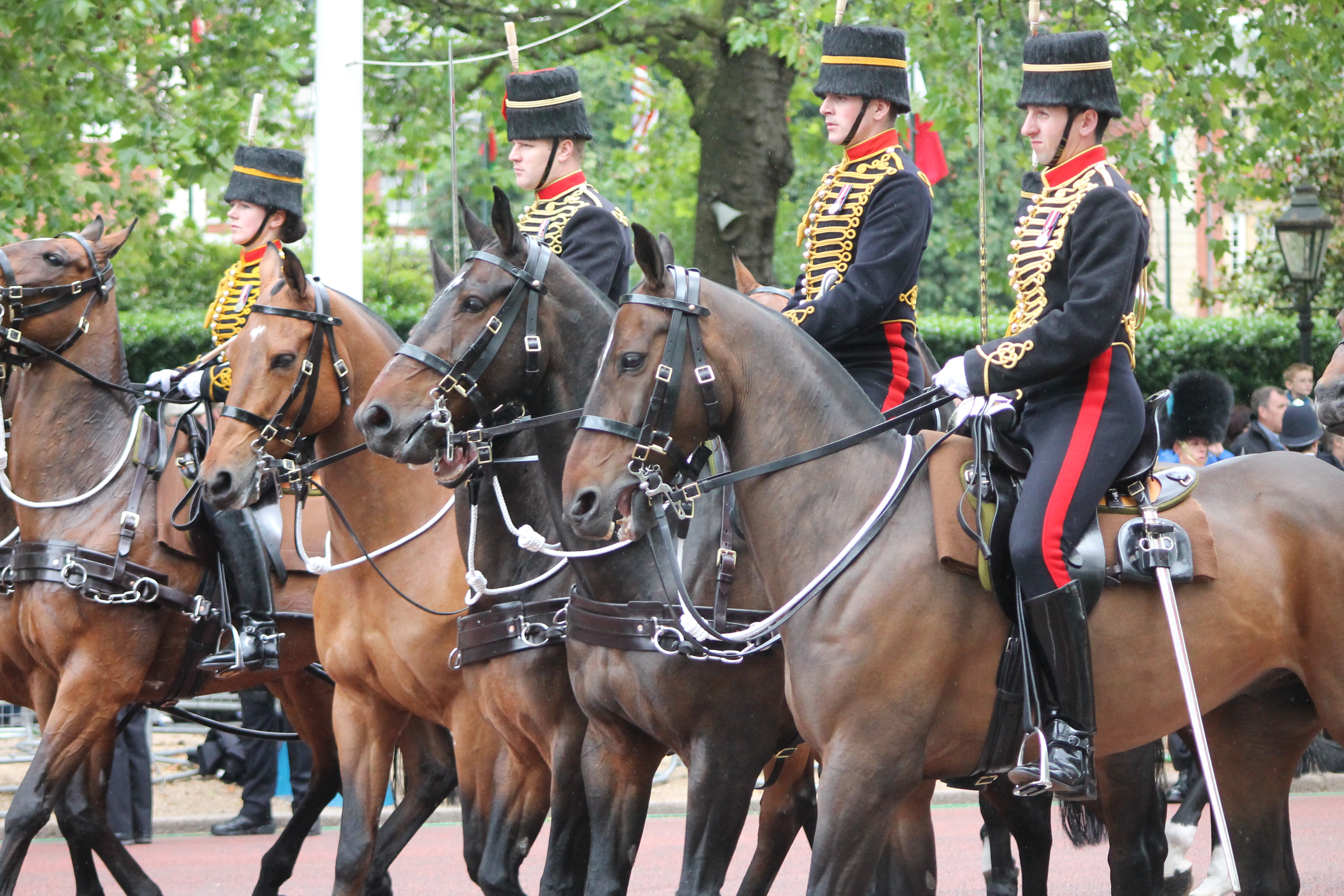
أفراد من القوات الملكية ، مدفعية الحصان الملكي ، يعودون على طول المركز التجاري.

يتحول مدير الموسيقى الخاص بهم إلى الداخل على حصانه كإشارة إلى الضابط الميداني بأن سلاح الفرسان وقوات الملك هم الآن في وضع يسمح لهم بإنهاء الإجراءات رسميًا تحت قيادة الضابط الميداني.
خلال التحية الملكية النهائية، حيث يقدم العرض أمنيات عيد ميلادهم من جميع الأفواج السبعة في قسم الأسرة إلى العقيد الأعلى، يتم إنزال لون الحرس رقم 1 على الأرض بواسطة الراية بينما "حفظ الله الملكة" "لعبت من قبل Massed Bands. تشكيل فرق مرة أخرى، برفقة فيلق الطبول، يستعد الحراس للخروج، ويغادر سلاح الفرسان وقوات الملك الميدان. يقوم الضابط الميداني، بعد تشكيل موكب المسيرة، بالتوجه نحو قاعدة التحية، لإبلاغ الملكة أن الحراس جاهزون للخروج من الميدان بينما يعيد RSM للمرافقة سيفه إلى غمده كعودة منظمة له وتيرته العصا.
تغادر القوات الملكية، مدفعية الحصان الملكي، موكب حراس الحصان وتنتقل إلى جرين بارك (بجوار قصر باكنغهام) لبدء التحية الملكية رسميًا بـ 41 طلقة. في نفس الوقت في برج لندن، تتخذ شركة أونورابل أرتيليري مناصبها في أرض البرج لتلقي التحية الخاصة بـ 62 طلقة والتي ستحدث عند وصول الملكة. تحية البندقية يتم إجراؤها فقط من قبل HAC خلال احتفالات الذكرى السنوية الملكية.

### زحف قبالة
بقيادة الكتائب المحتشدة، تضع الملكة نفسها على رأس حراس المشاة. موكب كامل من 1000 جندي و 400 موسيقي يسيرون في المركز التجاري نحو قصر باكنغهام. ثم يسير المرشدون على الأرض حاملين ألوان المشاركين على أعلام العلامات. استعدت قوات الملك و HAC ، الآن في مكانهما، لبدء إطلاق النار من مسدساتهم أثناء وصول العائلة المالكة إلى القصر. في الوقت نفسه، يقوم حرس الملكة القديم والجديد ، الذين يقومون الآن بتغيير الحرس في الفناء الأمامي للقصر في نفس الوقت الذي يتم فيه الاحتفال، بالتحضير لوصول العربات الملكية وتحية الملكة على عربتها عندما تصل.

## بعد الحفل

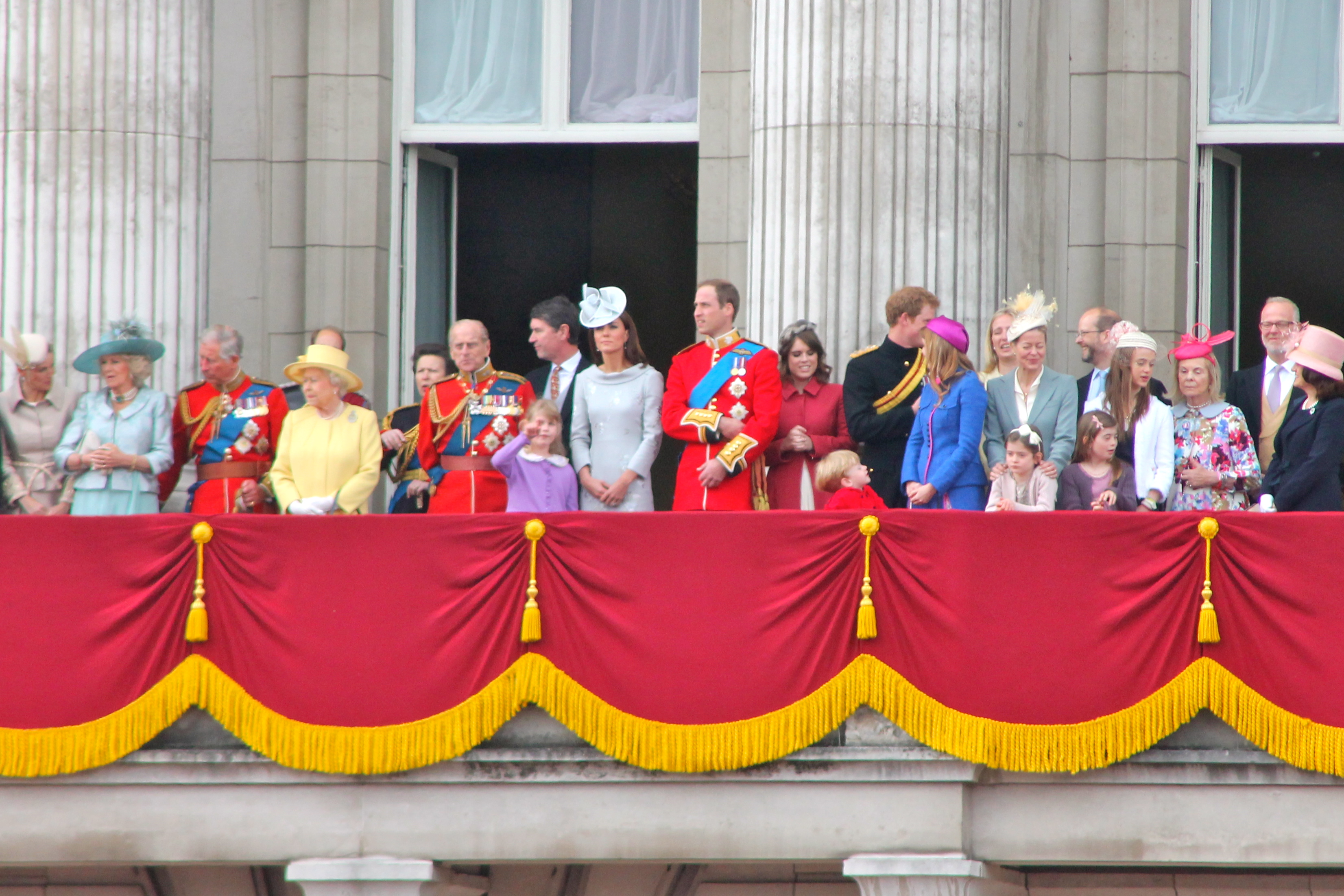
مظهر الشرفة من قبل العائلة المالكة بعد الاستعراض 2012 Trooping the Colour.

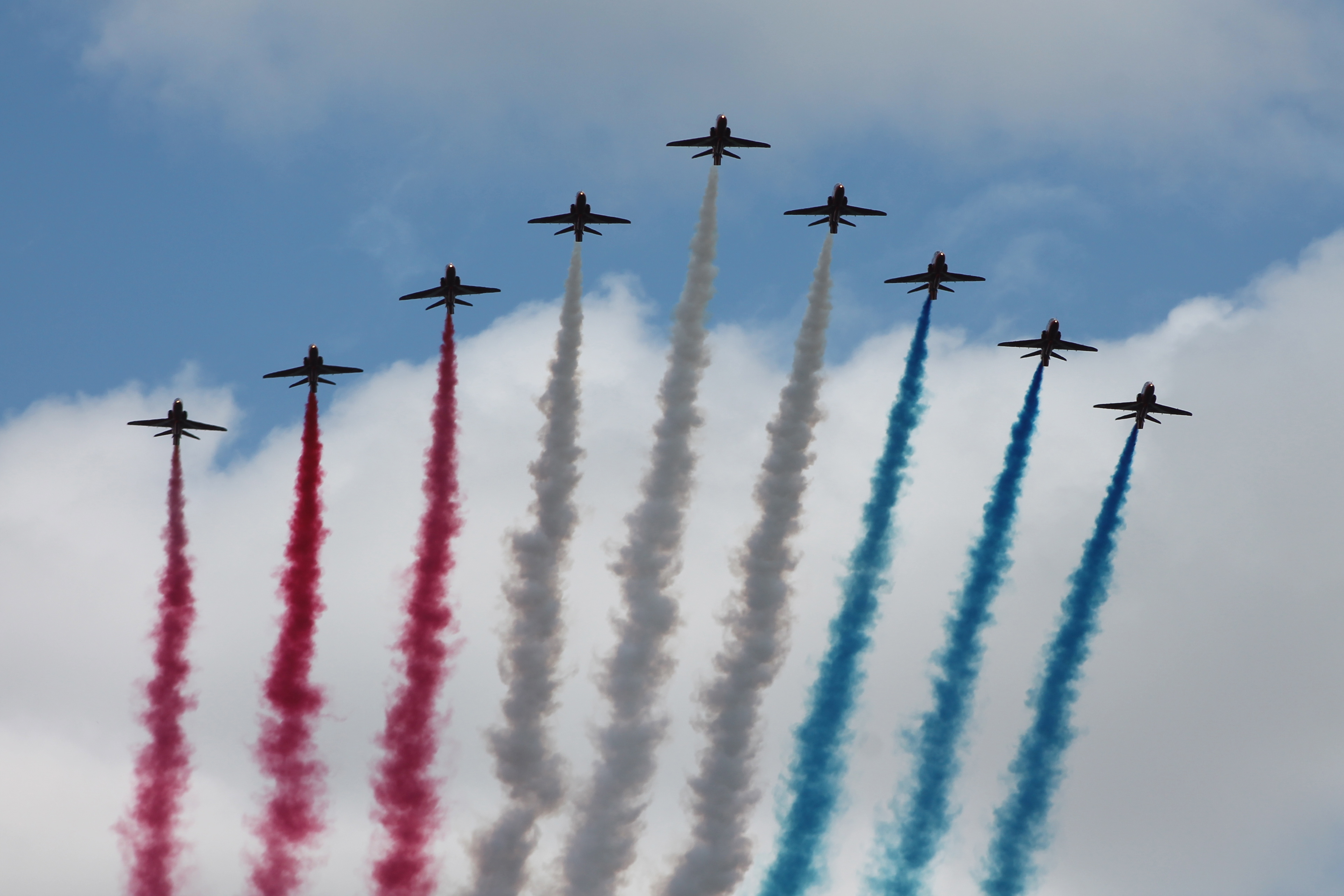
طيران سرب السهم الأزرق بعد الحفل ، 15 يونيو 2013

عندما تعود الملكة إلى قصر باكنغهام، يتشكل القسم الأول من الحرس الجديد إلى فرقتين من الحرس الجديد ويدخلان إلى الفناء الأمامي ، مقابل الحرس القديم ؛ ولكن على عكس التغيير المعتاد للحرس ، يشارك رقيب أول في الحفل. يؤدي باقي الحراس مسيرة خارج البوابة ، في وقت سريع بدلاً من الوقت البطيء المعتاد ، مع الملكة ، المتمركزة أمام البوابة المركزية ، لتلقي التحية. مع تقدم الحراس ، لعبت مسيراتهم الفوجية من قبل العصابات المحتشدة والمركبة على التوالي. يراقب باقي أفراد العائلة المالكة مسيرة الماضي من الشرفة.
تمر عربة الملكة إلى القصر بين الحرس القديم والجديد ، حيث قام كلا الحراس بتحية ها. يستمر تغيير الحرس المعتاد شبه اليومي في الساحة الأمامية للقصر.
تبدأ تحية المدفع عند وصول الملكة إلى قصر باكنغهام ، حيث أطلقت فرقة الملكية King's Troop 41 طلقة تحية ملكية في غرين بارك وأطلقت كتيبة المدفعية التشريفية 62 طلقة تحية ملكية من أرض برج لندن.
أخيرًا ، تشهد الملكة والعائلة المالكة على شرفة القصر انطلاقًا جويًا من قبل سلاح الجو الملكي ، وغالبًا ما يشتمل على رحلة معركة بريطانيا التذكارية والسهام الحمراء. ويتبع ذلك مرة أخرى النشيد الوطني وفي السنوات الخاصة ، يليه صراخ الهتافات الثلاثة للملكة نيابة عن قسم الأسرة بأكمله.